# Zografo
Zografo (in greco Ζωγράφου?) è un comune della Grecia situato nella periferia dell'Attica (unità periferica di Atene Centrale) con 81 435 abitanti secondo i dati del censimento 2001.
Il comune è sito ad est del centro di Atene (Sintagma), da cui dista circa 3 km. L'area non è coperta da fermate della metropolitana, ma il centro è facilmente raggiungibile con le linee 220 e 221 del Bus.
In questo comune ha sede l'Università di Atene.